# 谷峠
谷峠（たにとうげ）は、石川県白山市白峰と福井県勝山市北谷町の境界にある峠。最高地点の標高は910m。

## 地理
旧白峰村と旧勝山町を結んだ街道は「牛首道」と呼ばれる難所として知られた。旧道の谷峠には2体の地蔵が祀られ、谷峠には2本の老杉と地蔵堂があった。この2体の地蔵は「言うない地蔵」と呼ばれ、越前側と加賀白峰側からそれぞれ寄進されて谷村で管理されていたもので、弘化3年（1846年）の『白山行程記』にも記されている。
1949年（昭和24年）には谷峠での隧道工事が完成し、2体の地蔵も東方1キロにあった山上から谷隧道入口に移された。
さらに1972年（昭和47年）7月には谷トンネルが開通した（国道157号）。これにより2体の地蔵は再度移され谷トンネル石川県側出口右側に安置された。
谷トンネルは概ね標高900m程度の地点を貫いていて、通年自動車の通行が可能になっている。しかし、石川・福井両県ともにこの周辺は豪雪地帯であり、例年11月中旬頃には除雪車が稼動している。